# Ferdinando Innocenti (calciatore)
Ferdinando Innocenti (Pistoia, 27 marzo 1909 – Pistoia, 24 aprile 2001) è stato un calciatore italiano, di ruolo centrocampista.

## Carriera
Milita nella Pistoiese a partire dal 1926, debuttando in Serie B nella stagione 1929-1930; con i toscani disputa, prima della retrocessione in Serie C avvenuta nel 1936, sei campionati cadetti per un totale di 179 presenze e 20 reti.

## Palmarès

### Club

#### Competizioni nazionali
- Prima Divisione: 1

Pistoiese: 1927-1928
- Coppa Arpinati: 1

Pistoiese: 1927